# Прилук (Тверская область)
Прилук — деревня в Торопецком районе Тверской области. Входит в состав Плоскошского сельского поселения. Ранее входила в состав Волокского сельского поселения.

## История
В 1840 году на погосте Спас-Прилуки была построена каменная церковь Нерукотворного Образа. В настоящее время не сохранилась. 

## География
Расположена примерно в 13 километрах к западу от села Волок на реке Кунья.

## Население
| 2010 |
| ---- |
| 1    |